# Скотт Вейланд
Скотт Вейланд (англ. Scott Weiland нар. 27 жовтня 1967 — пом. 3 грудня 2015) — американський музикант, вокаліст рок-гуртів Stone Temple Pilots та Velvet Revolver.

## Життєпис
Скотт Вейланд народився 27 жовтня 1967 року в Санта-Крус. Він провів дитинство в Клівленді, а потім повернувся до Каліфорнії. Вейланд захоплювався місцевою панк-сценою та вирішив заснувати власний гурт. Колектив, до якого увійшов бас-гітарист Роберт Делео, отримав назву Mighty Joe Young. Починаючи з 1987 року музиканти грали разом з барабанщиком Еріком Крецем та братом Роберта гітаристом Діном Делео. Нарешті, їх помітили представники лейблу Atlantic Records та запропонували вигідний контракт.
Гурт змінив назву на Stone Temple Pilots і випустив дві комерційно успішні платівки Core (1992) та Purple (1994). Стиль колективу порівнювали із гранджовими «гігантами» Nirvana та, особливо, Pearl Jam. Після приходу популярності у Вейланда почались проблеми з героїном і в середині 1990-х він потрапив до реабілітаційного центру. І хоча STP змогли випустити з Вейландом третю платівку Tiny Music…Songs from the Vatican Gift Shop (1996), вокалісту не ставало краще і довелось відмовлятись від гастролей. Інші музиканти STP заснували без Вейланда проєкт Talk Show, а сам вокаліст в 1998 році записав дебютну платівку 12 Bar Blues. В 1999 році музиканти Stone Temple Pilots возз'єднались та видали четвертий альбом No. 4, але гурт проіснував недовго та у 2001 офіційно розпався.
На початку 2000-х років Вейланд приєднався до супергурту Velvet Revolver, заснованого колишніми музикантами Guns N' Roses. З 2004 по 2007 роки вони випустили два альбоми та навіть отримали нагороду «Греммі». Час від часу Вейланд також співав у кавер-групі Camp Freddy. Проте дались взнаки проблеми Вейланда з героїном, він знов опинився в лікарні та на початку 2008 року пішов з Velvet Revolver.
У 2008 році Вейланд повернувся до Stone Temple Pilots. Після вдалого реюніон-туру гурт випустив п'ятий студійний альбом. Вейланд також записав другий сольний альбом Happy in Galoshes, а за ним — концертний альбом Live in Los Angeles (2010) та різдвяну платівку The Most Wonderful Time of the Year (2011). У 2013 році Вейланда було звільнено з Stone Temple Pilots. Останні роки життя він грав у власному гурті The Wildabouts, продовжував випускати сольні записи, а також брав участь в проєкті Art of Anarchy. 3 грудня 2015 року під час турне з The Wildabouts в Міннесоті Вейланда знайшли мертвим.